# Zastava M70
Das Zastava M70 ist ein Sturmgewehr der Firma Zastava oružje aus Serbien (ehemals Jugoslawien). Die Feuerwaffe basiert auf der Technik des Kalaschnikow-Sturmgewehrs (AK-47 und AKM) und verschießt das Kaliber 7,62 × 39 mm.

## Geschichte
Gemäß der jugoslawischen Militärdoktrin mit Ausrüstung aus West und Ost entwickelte Zastava das Sturmgewehr M77 im Kaliber 7,62 × 51 mm NATO und das Sturmgewehr M90 sowie die Maschinenpistolenversion M85 im Kaliber 5,56 × 45 mm NATO.
Das M70 ist das am meisten verbreitete Sturmgewehr im ehemaligen Jugoslawien und war in den dem Zusammenbruch des Staates folgenden Jugoslawienkriegen die Hauptinfanteriewaffe aller am Krieg beteiligten Parteien.
Der Lauf des M70 ist sehr anfällig für Korrosion, da dessen Innenwandung nicht hartverchromt ist. Die fehlende Hartverchromung ist typisch für Waffen sowjetischer Bauart, welche von Zastava hergestellt wurden.

## Versionen
Neben der Hauptversion gibt es vor allem folgende Versionen:
- M72 – leichtes MG mit längerem Lauf
- M92 – Maschinenpistolenversion

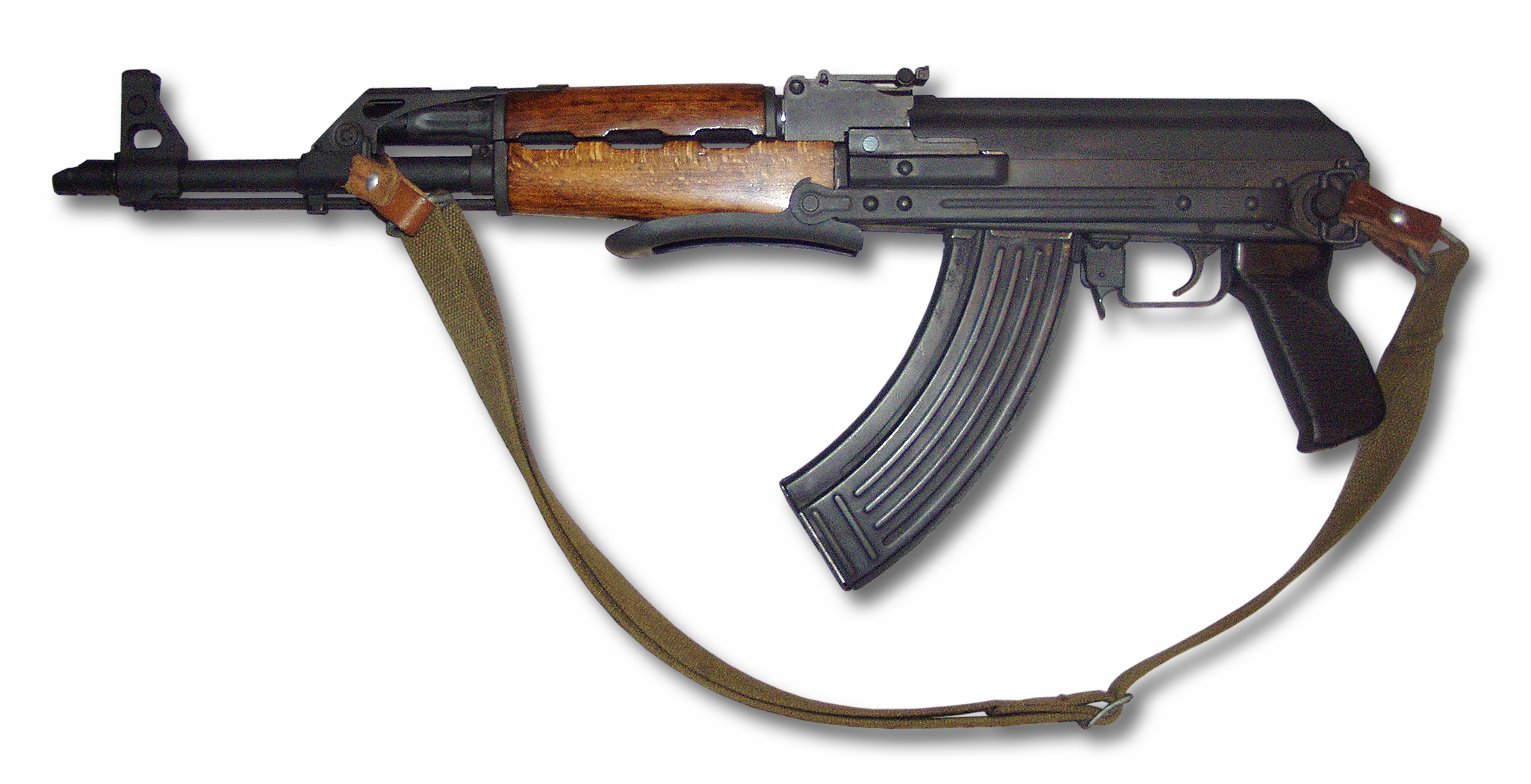
Zastava M70 mit eingeklappter Schulterstütze
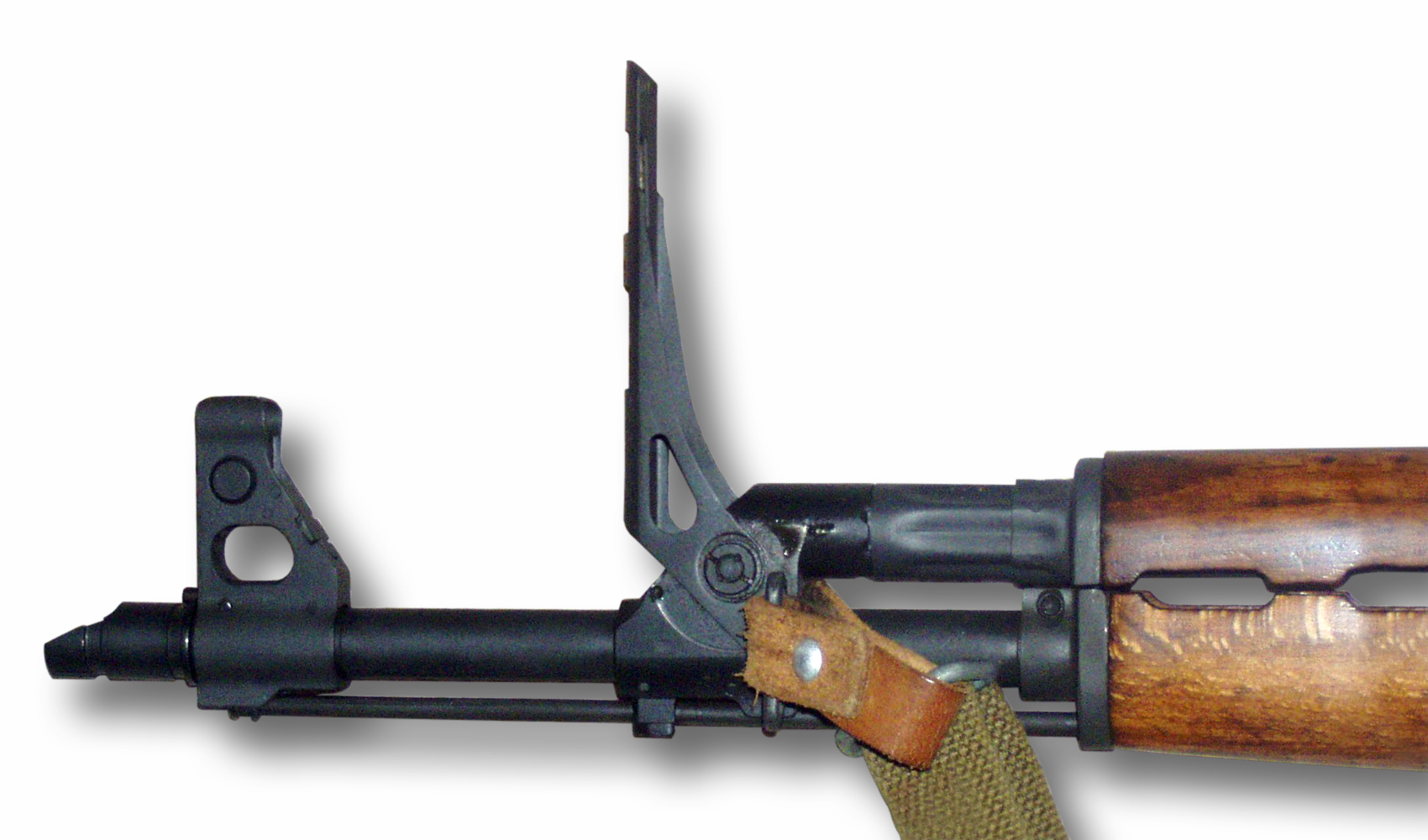
Ausgeklapptes Visier zum Abfeuern der Granatpistole. Dadurch wird der Gaskanal blockiert, und der komplette Gasdruck der Treibpatrone zum Antrieb der aufgesteckten Gewehrgranate verwendet.
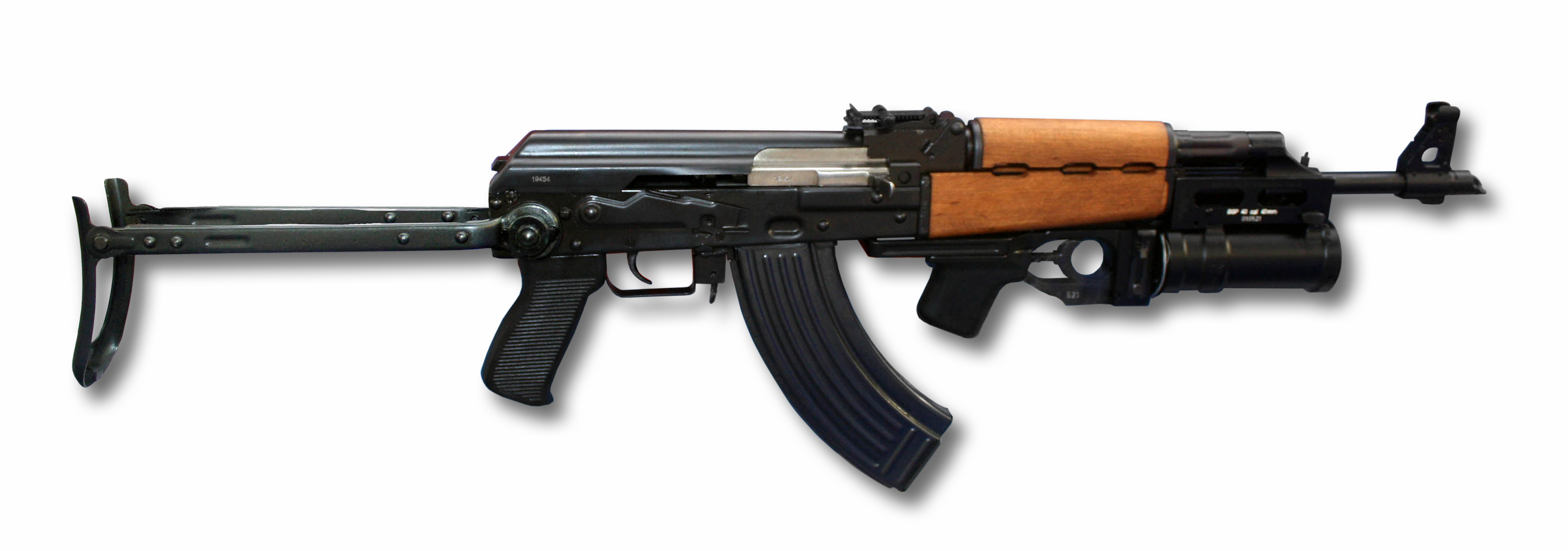
Version mit Unterlauf-Granatpistole
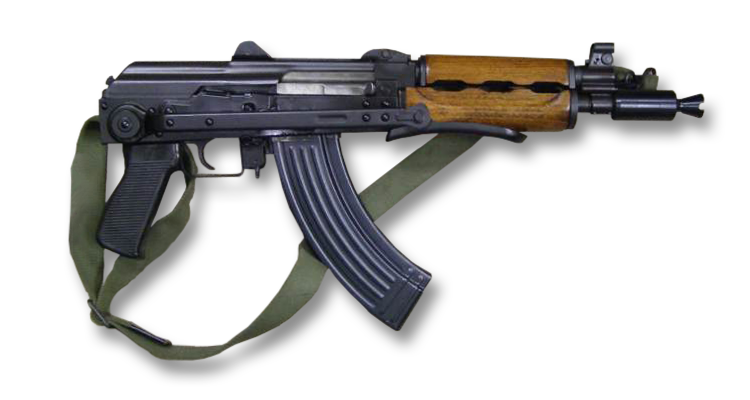
Zastava M92, die MP Variante des Sturmgewehrs